# Володін Борис Михайлович
Борис Михайлович Володін (нар. 21 серпня 1931, село Петровське, тепер місто Світлоград Петровського району Ставропольського краю, Російська Федерація) — радянський державний діяч, голова Ростовського облвиконкому, 1-й секретар Ростовського обласного комітету КПРС. Член ЦК КПРС у 1986—1990 роках. Член Російського бюро ЦК КПРС (1989—1990). Депутат Верховної ради Російської РФСР 11-го скликання. Депутат Верховної Ради СРСР 6-го і 11-го скликань. Народний депутат СРСР (1989—1991). Герой Соціалістичної Праці (30.04.1966). Кандидат економічних наук (1969).

## Життєпис
Народився в родині службовця. У зв'язку з частими переїздами батьків по роботі дитинство пройшло в різних районах Ставропольського краю. У перший клас Борис Володін пішов в селі Малі Ягури Туркменського району. Навчався в школах Ачикулака, Кая-Сули Нефтекумського району, а десятий клас закінчив у 1948 році в селі Кугульта Грачевського району Ставропольського краю.
У 1948—1953 роках — студент зоотехнічного факультету Ставропольського сільськогосподарського інституту.
У 1953—1955 роках — зоотехнік зооветеринарної дільниці станиці Ісправна Черкеської автономної області; зоотехнік машинно-тракторної станції (МТС) імені Кірова Черкеської автономної області Ставропольського краю.
Член КПРС з 1955 року.
У 1955—1958 роках — головний зоотехнік, у 1958—1968 роках — голова колгоспу імені Сталіна (з 1961 року — імені XXII з'їзду КПРС) Преградненського (Зеленчуцького) району Карачаєво-Черкеської автономної області Ставропольського краю.
Указом Президії Верховної Ради СРСР від 30 квітня 1966 року за успіхи, досягнуті в збільшенні виробництва та заготівель картоплі, овочів, плодів і винограду, Володіну Борису Михайловичу присвоєно звання Героя Соціалістичної Праці з врученням ордена Леніна і золотої медалі «Серп і Молот».
У 1968—1971 роках — начальник управління сільського господарства Карачаєво-Черкеського облвиконкому Ставропольського краю.
У 1971—1974 роках — директор дослідного господарства «Михайловське» Ставропольського науково-дослідного інституту сільського господарства.
У 1974—1975 роках — 1-й секретар Предгорного районного комітету КПРС Ставропольського краю.
У 1975—1982 роках — завідувач сільськогосподарського відділу Ставропольського крайового комітету КПРС.
У 1982—1984 роках — секретар Ставропольського крайового комітету КПРС.
15 жовтня 1984 — 14 лютого 1986 року — голова виконавчого комітету Ростовської обласної ради народних депутатів.
24 січня 1986 — 5 квітня 1990 року — 1-й секретар Ростовського обласного комітету КПРС.
У 1990—1991 роках — 1-й заступник голови Державного планового комітету (Держплану) СРСР.
З 1991 року — персональний пенсіонер у місті Москві. З 1993 року проживав на Кавказьких мінеральних водах, в місті Єсентуки.

## Нагороди і звання
- Герой Соціалістичної Праці (30.04.1966)
- орден Леніна (30.04.1966)
- орден Жовтневої Революції (7.12.1973)
- два ордени Трудового Червоного Прапора (22.02.1978, 12.03.1982)
- два ордени «Знак Пошани» (27.09.1957, 27.08.1971)
- медалі
- вдячність глави адміністрації (губернатора) Ростовської області (2007).